# Cheval au galop (Munch)
Pour les articles homonymes, voir Cheval au galop.
Cheval au galop est un tableau réalisé par le peintre norvégien Edvard Munch en 1910-1912. Cette huile sur toile représente un cheval au galop dans la neige. Elle est conservée au musée Munch, à Oslo.

## Postérité
Le tableau fait partie des « 105 œuvres décisives de la peinture occidentale » constituant le musée imaginaire de Michel Butor.